# Стюарт, Патрик, 2-й граф Оркнейский
Патрик Стюарт (англ. Patrick Stewart; ок. 1569 — 6 февраля 1615), 2-й граф Оркнейский и лорд Шетланд (с 1593 г.) — шотландский аристократ, глава автономного княжества на Оркнейских островах. Печально известный своим безбожным характером и тираническим правлением над шотландскими архипелагами Оркнейские и Шетландские острова, он был казнен за государственную измену в 1615 году.

## Карьера
Патрик был вторым из пяти сыновей, рожденных Робертом Стюартом, 1-м графом Оркнейским (1533—1593) и его женой леди Джин Кеннеди. Внук короля Шотландии Якова V Стюарта.
После смерти его дяди лорда Роберта в 1581 году он получил в дар приорат Уиторн. После смерти своего старшего брата Генри примерно в 1588 году он стал наследником графства Оркнейских островов. В юности Патрик был хорошим другом своего кузена и короля Шотландии Якова VI Стюарта. Однако их отношения стали напряженными в 1590-х годах после того, как Патрик сменил своего отца на посту графа Оркнейских.
В июне 1589 года он написал из Керкуолла Патрику Вансу из Барнбарроха с новостями о пирате по имени Петерсон, который утверждал, что получил письмо от графа Роберта к герцогу Пармскому. Такое письмо было бы для них компромиссом, и Патрик надеялся, что Барнбарроч сможет расследовать и уменьшить любую опасность для них. Ранний пример его жадности относится к 1594 году, когда его обвинили в порче датского корабля; однако он был оправдан в этом преступлении . В том же году он обвинил трех своих младших братьев в заговоре с целью убить его, после того как он поймал одного из слуг Джона с ядом. Слугу пытали и казнили вместе с Эллисон Балфур, «ведьмой», предположительно участвовавшей в заговоре; однако братья позже были оправданы.
Патрик Стюарт стал видной фигурой при дворе и служил помощником короля при крещении его сына принца Генриха Фредерика в 1594 году. Он правил Оркнейскими островами и Шетландскими островами на севере Шотландии как независимый суверен, жестоко угнетая островитян и влезая в огромные долги. В 1599 году он построил замок Скалловей на материковой части Шетландских островов, отчасти для того, чтобы укрепить свою власть там против своего сводного дяди Лоуренса Брюса, которого покойный граф Роберт назначил шерифом Шетландских островов. Патрик также враждовал с Джорджем Синклером, графом соседнего Кейтнесса. В марте 1599 года шотландский король Яков VI приказал Патрику и Джорджу оборудовать свои твердыни на случай возможного вторжения изгнанного графа Ботвелла. Этот страх возобновился в июле 1601 года. В 1607 году граф Патрик начал строительство графского дворца в Киркволле, столице Оркнейских островов.
Патрик Стюарт присоединился к королю в поездке на охоту в Тевиотдейл на границе с Шотландией в марте 1600 года. За охотниками следил агент английского пограничника, который заметил присутствие графа.
Плохое финансовое управление графом Патриком и его жестокость по отношению к местному населению привели к тому, что его вызвали в Тайный совет в 1609 году, а затем заключили в тюрьму, сначала в Эдинбургском замке, а затем в замке Дамбартон.
Патрик Стюарт был сыном Роберта Стюарта, основателя полунезависимого княжества на Оркнейских и Шетлендских островах. Патрик продолжил политику своего отца, управляя островами практически без учёта интересов короля Шотландии. В Керкуолле он возвёл пышный дворец, остающийся до сегодняшнего дня одним из самых выдающихся произведений шотландской национальной архитектуры эпохи Возрождения. Правление Патрика на островах отмечено резким ростом налогов и платежей в графскую казну, которые непосильным бременем легли на плечи местного населения.
В условиях укрепления королевской власти в Шотландии при Якове VI, началось наступление центральной администрации на права и привилегии горных регионов страны. Патрик Стюарт дистанцировался от горских кланов северной Шотландии и не оказывал им помощи в борьбе против центральной власти. Тем не менее король Яков VI нашёл своего агента на островах в лице нового епископа Оркнейского, Джеймса Лоу. В 1608 г. епископ подал королю жалобу на действия графа Патрика, чем воспользовался Яков VI для подчинения Оркнейских островов. Патрик Стюарт был вызван в Эдинбург и по прибытии в столицу заключён под стражу. Епископу Оркнейскому было поручено наведение порядка на островах и внедрение там королевской администрации. В 1611 г. было окончательно отменено действие норвежского права на островах и разрушен замок Керкуолл. В 1615 г., после подавления мятежа сына графа Оркнейского, Патрик Стюарт был казнён. Так было ликвидировано последнее автономное государственное образование на территории Шотландии.

## Брак и дети
В 1595 году король Шотландии Яков Стюарт предложил графу Патрику жениться на Эмилии (1569—1629), сестре принца Мориса Оранского. Посланник, полковник Уильям Стюарт, предложил Генеральным штатам план укрепления союза между Шотландией и Нидерландами, но возражения включали сомнительное право графа на Оркнейские и Шетландские острова и то, что Эмилия не желала жить так далеко от своего дома и семьи. Патрик Стюарт частично профинансировал миссию полковника, на которую возмутился шотландский посол и консул при Генеральных штатах Роберт Денистон.
Патрик Стюарт вместо этого женился 19 августа 1596 года на Маргарет Ливингстон (? — 1622), богатой вдове сэра Льюиса Беллендена и дочери Уильяма Ливингстона, 6-го лорда Ливингстона и Агнес Флеминг. Маргарет была дворянкой в семье Анны Датской и принца Генри. Расточив свое состояние, Патрик бросил ее умирать в нищете. У них не было детей, хотя у Патрика было несколько внебрачных детей:
- Роберт Стюарт, сын Марджори Синклер (который вместе с сыном присутствовал при осаде Киркволла и был ранен в руку)
- Мэри Стюарт
- Кэтрин Стюарт вышла замуж за Джона Синклера Ульбстера.